# 正弦波

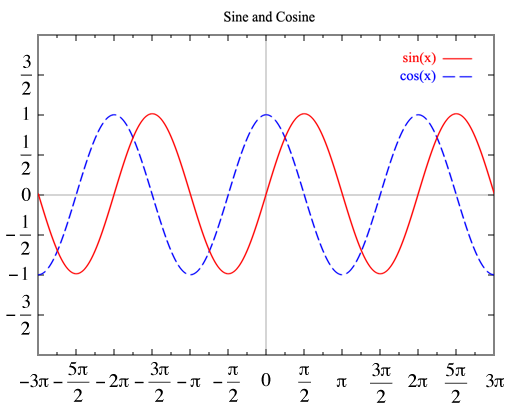
正弦波（赤色）と余弦波（青色）の関数グラフ

正弦波（せいげんは、sine wave、sinusoidal wave）は、正弦関数として観測可能な周期的変化を示す波動のことである。その波形は正弦曲線（せいげんきょくせん、sine curve）もしくはシヌソイド (Sinusoid) と呼ばれ、数学、信号処理、電気工学およびその他の分野において重要な働きをする。

## 基本形・一般形

### 基本形

ばねによって吊り下げられた重りの振動は、平衡点まわりでは正弦波として近似できる。

固定位置 {\displaystyle x=0} における正弦波は時刻 t の関数として次で記述される（基本形）:
{\displaystyle y=A\cdot \sin(\omega t-\varphi )}
この関数は以下の3パラメータで記述される。
|                           | 名称     | 名称                  | 意味                             |
| ------------------------- | -------- | --------------------- | -------------------------------- |
| {\displaystyle A}         | 振幅     | 英: amplitude         | 波の中心からの最大偏差           |
| {\displaystyle \omega }   | 角周波数 | 英: angular frequency | 単位時間あたりの位相変化量       |
| {\displaystyle -\varphi } | 初期位相 | 英: initial phase     | {\displaystyle t=0} における位相 |

−φ は位相シフトとも関係がある。例えば −φが負の値であれば波形全体が未来の時間へシフトされる、すなわち波の到達が遅れる。シフトされる時間は、φ / ω である。

### 一般形
基本形に、波動の発生源からの距離 x や波数 k 、直流成分（振幅の中心となる値） D などを含めて
{\displaystyle y=A\cdot \sin(kx-\omega t-\varphi )+D}
という関数の形で波形を記述できるものを正弦波と総称する（一般形）。波数は角周波数と以下のような関係にある。
{\displaystyle k={\omega  \over c}={2\pi f \over c}={2\pi  \over \lambda }}
ここで、λ は波長、f は周波数、c は位相速度である。
この方程式は1次元の正弦波となるため、上記の一般化された方程式では、時刻 t における位置 x での波の振幅が導かれる。これは例えば、ワイヤーに沿った波の値と考えることが出来る。
コサイン波形（余弦波）もシヌソイドと言われる。これは、正弦波が後方にシフトされたもので波形が同一だからである。
{\displaystyle \cos(x)=\sin \left({x}+{\frac {\pi }{2}}\right)}
なお、正弦関数は波動方程式・ヘルムホルツ方程式を満たす最も基本的な関数である。

## 自然現象における正弦波
上記の通り、正弦波は単一の周波数成分のみを持つ波動であり、厳密な意味では自然界には存在しない。しかし、一般の物理学や電磁気学、音響学などでは、観測されるべき波動（すなわち上記の基本形・一般形で表される波動）の振幅が、付随される雑音に比べて十分に大きい場合、これを正弦波と見なすことが多い。
この広義の意味での正弦波は自然界でも海の波、音波、光波などで発生する。また、日々の平均気温を年間を通してプロットした際などにも荒いシヌソイドパターンが現れる。
商用電源など発電機から得られる交流電圧の波形は一般に正弦波形をとる。

## フーリエ級数・フーリエ解析
1822年、フランス人数学者のジョゼフ・フーリエは、周期的な波動をさまざまな（基本周波数の整数倍の）周波数の正弦波の重ね合わせとして表す方法を発見した。この方法はフーリエ級数またはフーリエ級数展開と呼ばれ、信号処理におけるもっとも基礎的な手法の一つである。
また、単一のパルス波や人の声による不規則な音波といった周期的でない波形も、連続的に変化する異なった周波数の波を重ね合わせて表すことができる。このような一般的で複雑な波を様々な周波数の正弦波に分解して解析する手法はフーリエ変換と呼ばれている。

## 応用

### 音波としての正弦波
人の耳は単一の正弦波を認識することが出来る。なぜなら、そのような波形を持つ音は人には純粋な音高の音としてはっきりと聞こえるからである。純粋な正弦波に近い音には、口笛や、ぬれた指先でクリスタルグラスの縁をなぞって振動させる際に発生する音、そして音叉の音がある。このように正弦波として聞こえる音は純音と呼ばれる。
音波が2つ以上の正弦波によって構成される場合、その中で最も周波数が低い正弦波を基準として、その他の正弦波の周波数が基準となる正弦波の周波数の整数倍で構成されるときは、その音波の波形は周期的な交流波形となる。この音は、人の耳には楽音または単音として認識される。
それ以外の2つ以上の正弦波によって構成される音はノイズか和音、ないしはうなりとして聞こえる。

#### 音楽への応用
1950年代、正弦波音がオルガンの音に似ているということも好都合であり、電子音楽の黎明期に愛用された。この時流に沿う形で、フランスの作曲家アンリ・プッスールは「正弦波曲線が、楽曲の理想的な形式」と定義して話題となった。この理論を杓子定規に応用した作品に、篠原眞の「タンダンス」がある。
また、1980年代には、正弦波に対し変調を掛けることによって波形を生成するFM音源方式の楽器が発売され、少ないパラメータから算出される多彩な波形によって、一時代を築いた。一部の製品では、正弦波を単体で扱う機能や、予め変換された波形を再生することを支援する機能も実装された。

### 工学への応用
- 電子工学では、増幅器やその他電子回路の電気的特性を測定するのに標準信号発生器等の発振器で生成した正弦波を用いることがある。
- 無線工学では、搬送波として正弦波を用い、それに振幅や位相の角度で変調をかけて、無線通信を行う。スーパーヘテロダイン方式のラジオ受信機（家電やオーディオ用として一般的に販売されているラジオでも一般的な方式）では、局部発振器で生成した正弦波と受信した信号とを混合器に入力して、中間周波数を得る。